# Бимо, Арьян
Арьян Демир Бимо (алб. Arjan Demir Bimo; родился 19 июня 1959 года, Тирана, Албания) — бывший албанский футболист, левый защитник. За «примерное отношение и высокие достижения, ставшие поощрением и вдохновением для всей массы спортсменов» стал победителем традиционного опроса лучших спортсменов своего клуба за 1981 год. В 2021 году из рук президента Албании Илира Меты был удостоен звания Великого мастера.

## Клубная карьера
Воспитанник школы «Алки Конди». Позже перешёл в футбольный клуб «17 Нентори». За него Арьян Бимо играл с 1978 по 1986 год, где дважды выигрывал чемпионат и трижды — кубок Албании; также он провёл больше 300 официальных матчей за клуб.

## Международная карьера
Арьян Бимо выступал за молодёжную сборную Албании, где он вышел с капитанской повязкой на матч против Австрии; в этой игре сборная Албании выиграла со счётом 2:1. На тренировке перед матчем у Бимо порвалась левая бутса. Запасной пары у него не было, и когда арбитры матча из Финляндии пожимали капитану сборной Албании руки, у них на лице появилась ироническая улыбка: его порванная левая бутса была забинтована врачом сборной, как будто у Бимо была травма ноги. Судьи не верили, что Албания такая бедная страна, что футболисту приходится забинтовывать порванную бутсу из-за отсутствия запасной пары. Арьян Бимо дебютировал за национальную сборную 27 октября 1982 года в квалификации на чемпионат Европы против сборной Турции. Его последняя игра за Албанию состоялась 30 октября 1985 года в рамках квалификации на чемпионат мира 1986 года против сборной Греции. Всего за сборную Албании сыграл 6 матчей, где не забил ни разу.

## Личная жизнь
Выпускник экономического факультета Тиранского университета. После его окончания работал в сельскохозяйственном кооперативе в Кашаре, затем в главном управление водного хозяйства. По состоянию на 2006 год является налоговым инспектором Таможенного управления. У него есть два сына: Кевин и Синди.

## Достижения
- Чемпион Албании: 1981/82, 1984/85
- Обладатель Кубка Албании: 1982/83, 1983/84, 1985/86
- Победитель традиционного опроса лучших спортсменов клуба в 1981 году, за «примерное отношение и высокие достижения, ставшие поощрением и вдохновением для всей массы спортсменов [клуба]»
- Великий мастер[алб.]